# Charlotte Worthington
Pour les articles homonymes, voir Worthington.
Charlotte Worthington, née le 26 juin 1996 à Manchester, est une coureuse cycliste britannique spécialiste du BMX freestyle. Elle remporte le titre olympique sur cette épreuve aux Jeux olympiques d'été de 2020.

## Jeunesse
Charlotte Worthington commence le BMX à l'adolescence mais ne débute ce sport professionnellement qu'à l'âge de 20 ans lorsque le BMX devient sport olympique. Après l'université, elle travaille 40 heures par semaine dans un restaurant mexicain de Chorlton.

## Carrière
En 2017, elle quitte Manchester pour aller s'entraîner à plein temps à Corby dans les Midlands dans ce qui est un des meilleurs skatepark d'Europe.
Aux Championnats du monde de BMX freestyle en 2019, elle est médaillée de bronze derrière l'Américaine Hannah Roberts et la Chilienne Macarena Perez Grasset. Cette année-là, elle est sacrée championne d'Europe de freestyle. En 2021, elle termine également troisième de Mondiaux de freestyle derrière l'Américaine Roberts et la Suissesse Nikita Ducarroz.
Aux Jeux olympiques d'été de 2020, elle chute lors de son premier mais réussit, lors du deuxième, un 360 backflip — une figure jamais réalisée par une femme en compétition — suivi d'un frontflip qui lui permet d'obtenir 97,5 points et de battre la favorite Américaine, Hannah Roberts.

## Palmarès

### Jeux olympiques
- Tokyo 2020
  -  Championne olympique de BMX freestyle Park

### Championnats du monde
- Chengdu 2019
  -  Médaillée de bronze du BMX freestyle Park
- Montpellier 2021
  -  Médaillée de bronze du BMX freestyle Park

### Coupe du monde
- BMX Freestyle Park
  - 2022 : 3e du classement général

### Championnats d'Europe
- Cadenazzo 2019
  -  Championne d'Europe de BMX freestyle Park